# Fleurance
Fleurance is een gemeente in het Franse departement Gers (regio Occitanie). De gemeente telde 6.130 inwoners op 1 januari 2022. De plaats maakt deel uit van het arrondissement Condom.

## Geschiedenis
Fleurance is in 1272 gesticht als bastide door Géraud de Cazaubon en Eustache de Beaumarchais. De nieuwe stad had de vorm van een vijfhoek met rechte straten en een centraal plein bovenop een heuvel. De bouw begon in 1274 en de stad werd genoemd naar het Italiaanse Firenze (Florence in het Frans). De bouw van de kerk Saint-Laurent werd toen ook gestart. De stad werd de hoofdstad van het graafschap Gaure.
In 1833 ging de centrale markthal die ook dienst deed als stadhuis op in de vlammen. Een nieuwe markthal werd ingehuldigd in 1837.

## Geografie
De oppervlakte van Fleurance bedroeg op 1 januari 2022 43,32 vierkante kilometer; de bevolkingsdichtheid was toen 141,5 inwoners per km².
De Gers stroomt door de gemeente. Het centrum ligt op de linkeroever.
De onderstaande kaart toont de ligging van Fleurance met de belangrijkste infrastructuur en aangrenzende gemeenten.

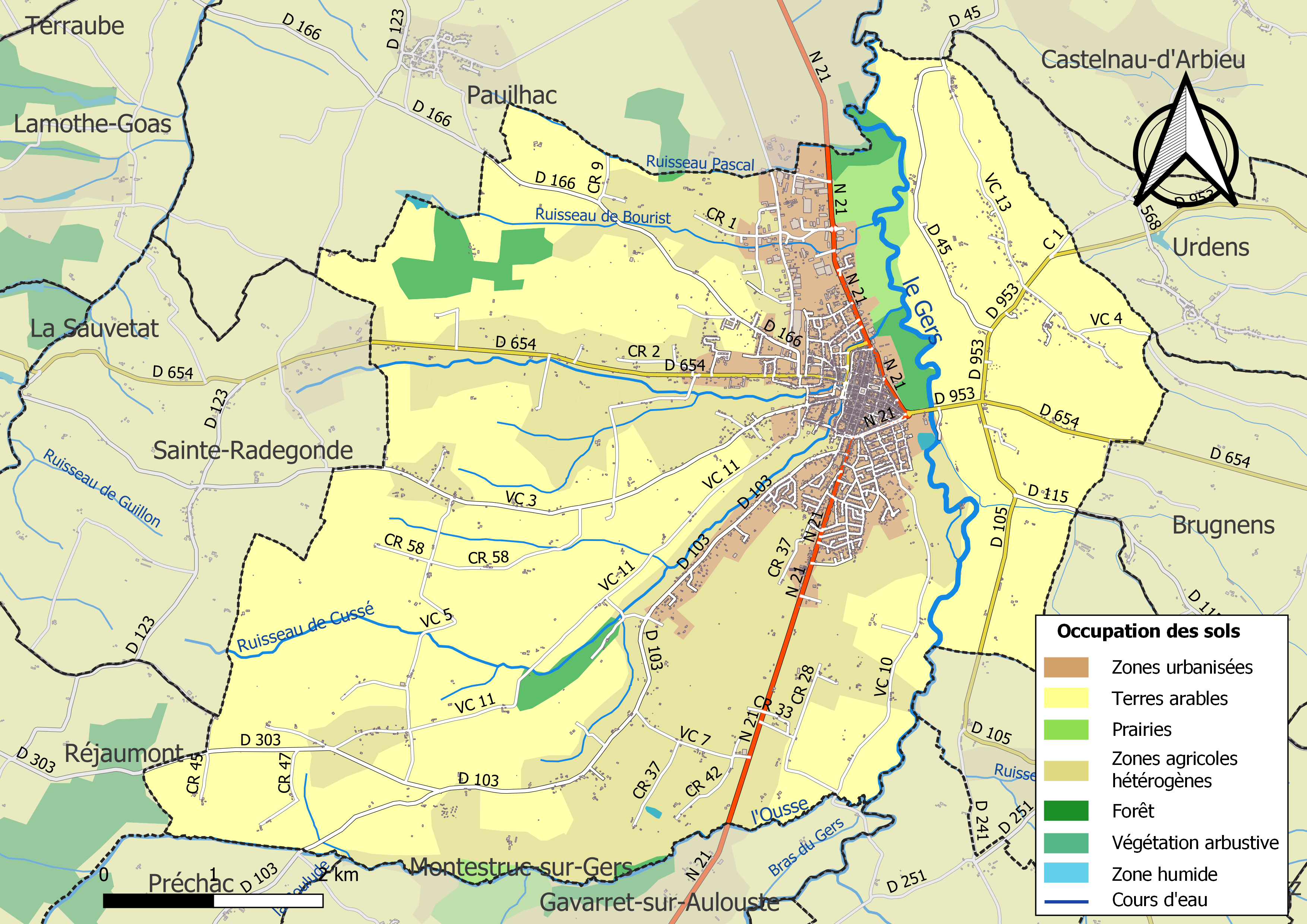

## Demografie
Onderstaande figuur toont het verloop van het inwonertal (bron: INSEE-tellingen).

## Bezienswaardigheden
De gotische kerk Saint-Laurent werd begonnen in 1274 en de bouw duurde meer dan een eeuw. De kerk is 70 meter lang en 37 meter breed. De kerk heeft acht zijkapellen. De glasramen in sommige van deze kapellen zijn van de 16e-eeuwse glazenier Arnaud de Moles. Het kerkorgel is uit 1865.
De markthal met op de verdieping het gemeentehuis is 19e-eeuws. Op de vier hoeken staan fonteinen met bronzen standbeelden die de vier jaargetijden uitbeelden.

## Sport
Fleurance is zeven keer etappeplaats geweest in de wielerkoers Ronde van Frankrijk. In 1977 en 1979 vond zelfs de Grand Départ - de start van de Ronde - plaats in Fleurance. Onder meer Theo Smit, Gerrie Knetemann en Didi Thurau wonnen er een etappe.